# Sirkka Polkunen
Sirkka Polkunen, född 6 november 1927 i Jyväskylä, död 28 september 2014, var en finländsk längdskidåkare som tävlade under 1950-talet. Hon vann OS-guld 1956 på 3 x 5 km och VM-silver på samma distans 1954.